# La Balme-de-Sillingy
La Balme-de-Sillingy è un comune francese di 5 024 abitanti situato nel dipartimento dell'Alta Savoia della regione dell'Alvernia-Rodano-Alpi.

## Società

### Evoluzione demografica
Abitanti censiti

## Amministrazione

### Gemellaggi
- Colle Umberto, dal 1984